# 埃羅河 (博爾米達河支流)

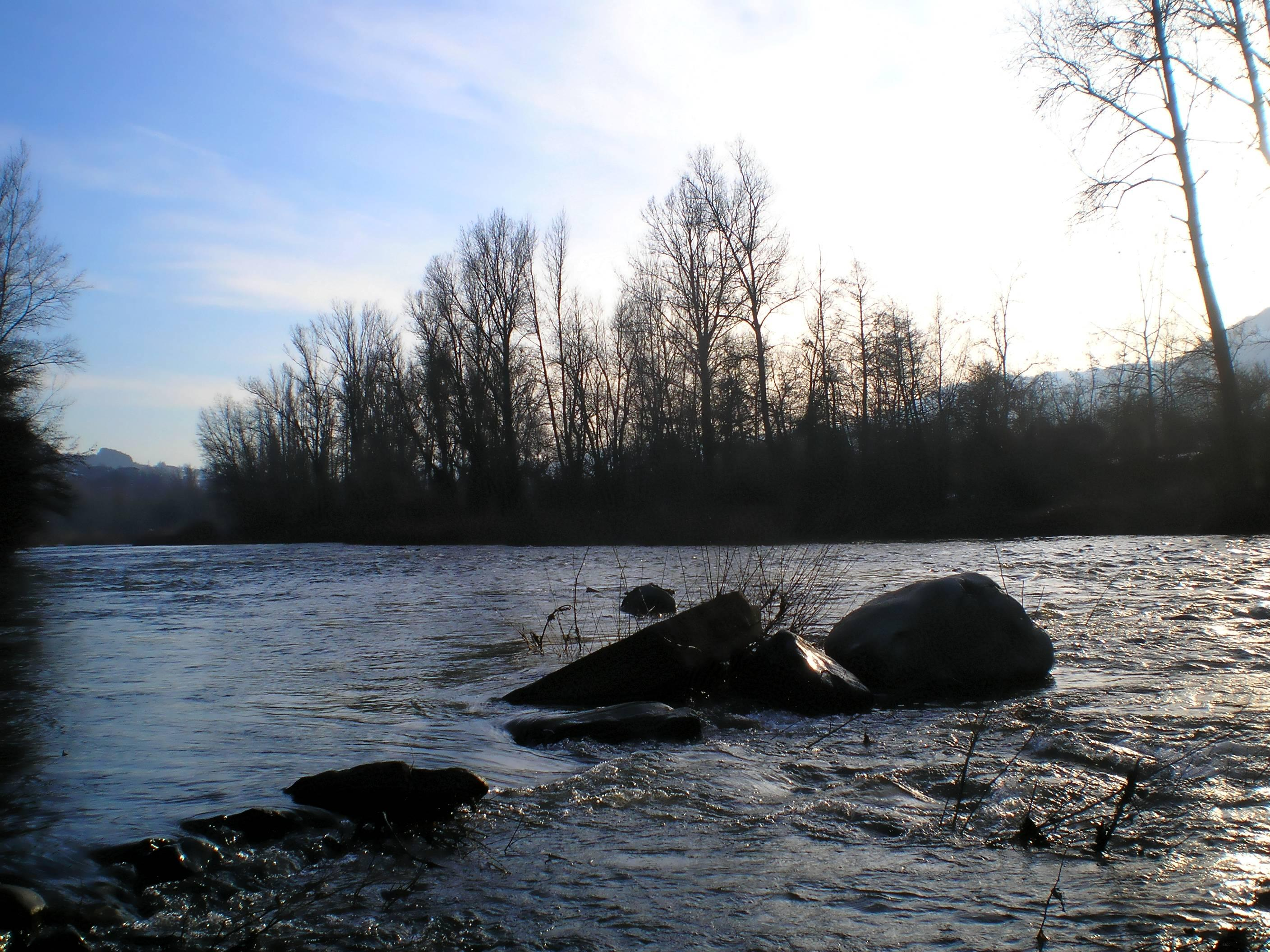

埃羅河是意大利的河流，位於該國西北部，河道全長38公里，流域面積2,899平方公里，平均流量每秒12.1立方米，發源自亞平寧山脈，最終在泰爾佐注入博爾米達河。